# Jarosław Woźniak
Jarosław Józef Woźniak (ur. 17 marca 1964 w Ostrowie Wielkopolskim) – polski polityk, poseł na Sejm RP I kadencji.

## Życiorys
Ukończył studia na Wydziale Filologicznym Uniwersytetu Łódzkiego, uzyskując tytuł zawodowy teatrologa. Pracował w Urzędzie Miejskim w Łodzi. W 1991 uzyskał mandat posła na Sejm I kadencji z listy ogólnopolskiej kandydatów w okręgu łódzkim z ramienia Konfederacji Polski Niepodległej.
Zasiadał w Komisji Samorządu Terytorialnego, Komisji Regulaminowej i Spraw Poselskich oraz Komisji Ochrony Środowiska, Zasobów Naturalnych i Leśnictwa. Był także członkiem trzech podkomisji: Podkomisji nadzwyczajnej do rozpatrzenia projektów ustaw o finansach gmin, Podkomisji Regulaminowo-Prawnej oraz Podkomisji nadzwyczajnej do rozpatrzenia poselskiego projektu uchwały w sprawie organizacji obchodów 500-lecia parlamentaryzmu polskiego.